# Henderson-szigeti vízicsibe
A Henderson-szigeti vízicsibe (Zapornia atra) a madarak osztályának darualakúak (Gruiformes) rendjébe, a guvatfélék (Rallidae) családjába tartozó röpképtelen faj.

## Előfordulása
A faj endemikus a Henderson-szigeten. 
Sűrű erdők és kókuszligetek lakója. Időnként megtalálható a tengerparton is.

## Megjelenése
Termete apró, tollazata fekete. Mivel a szeme környékén vörös, így vörös szemű vízicsibének is szokták nevezni. Lábai narancssárgák.

## Életmódja
Mindenevő, így férgekkel, bogarakkal, lepkékkel, elpusztult hernyókkal, pókokkal és szárazföldi csigákkal táplálkozik. A költési idő hosszú: július végétől február közepéig tart. Általában 2-3 tojást rak.

## Természetvédelmi helyzete
Élőhelyének elvesztése, a behurcolt patkányok és ragadozók fenyegetik. Sebezhető. A faj teljes állományát 6200-6500 egyed közöttire becsüli a Természetvédelmi Világszövetség.